# 미키 부키치
미키 부키치(三木 武吉, 1884년 8월 15일~1956년 7월 4일)는 11선 중의원 의원을 역임한 일본의 정치인이다. 책사, 정계의 너구리 같은 별명을 가지고 있었으며 보수합동을 이룬 1등 공신으로 꼽힌다. 성이 같은 미키 다케오와 혈연적 연관성은 없다.

## 생애

### 정계 입문 전
1884년 가가와현 다카마쓰시에서 골동품상의 장남으로 태어났다. 다카마쓰 중학교 2학년 때 우동을 무전취식한 사건을 주모했다 하여 퇴학당했다. 교토의 도시샤 중학교로 전학갔지만 이번엔 난투극을 일으켜 또 퇴학당했다. 이후 호시 도루에게 의탁해 호시의 법률사무소에서 더부살이를 했다. 그러던 와중 1901년 6월 호시가 암살당했다.
그후에 도쿄전문학교(현 와세다 대학)에 입학했다. 미키는 신주쿠에서 호색 행위를 일삼으며 밤을 지새우는 한편 야구와 법률 공부에 열중했다. 훗날 와세다 대학 야구부로 발전하는 치어풀 구락부에도 입부했는데 솜씨가 제법 좋았다고 한다(다만 현재 대학 야구부의 공식 문서에 미키의 이름은 없다). 훗날 아내가 되는 아마노 가네코를 만난 것도 이 무렵이었다. 1904년 전문학교를 졸업한 뒤 학교 도서관에 단기 채용되어 사자생으로 일했다.
1905년 일본은행에 입사해 모지시로 발령받았다. 하지만 포츠머스 조약에 반대하는 정부 탄핵 연설회에 참여해 제1차 가쓰라 내각의 퇴진을 요구하는 연설을 했다 하여 복무규정 위반으로 면직됐다. 1907년 판검사 등용 시험에 합격해 도쿄지방재판소 사법관 시보로 발령받았지만 월급쟁이가 성미에 맞지 않아 7개월 만에 사직하고 변호사가 되었다. 같은 해 가네코와 결혼했다.

### 정계 입문

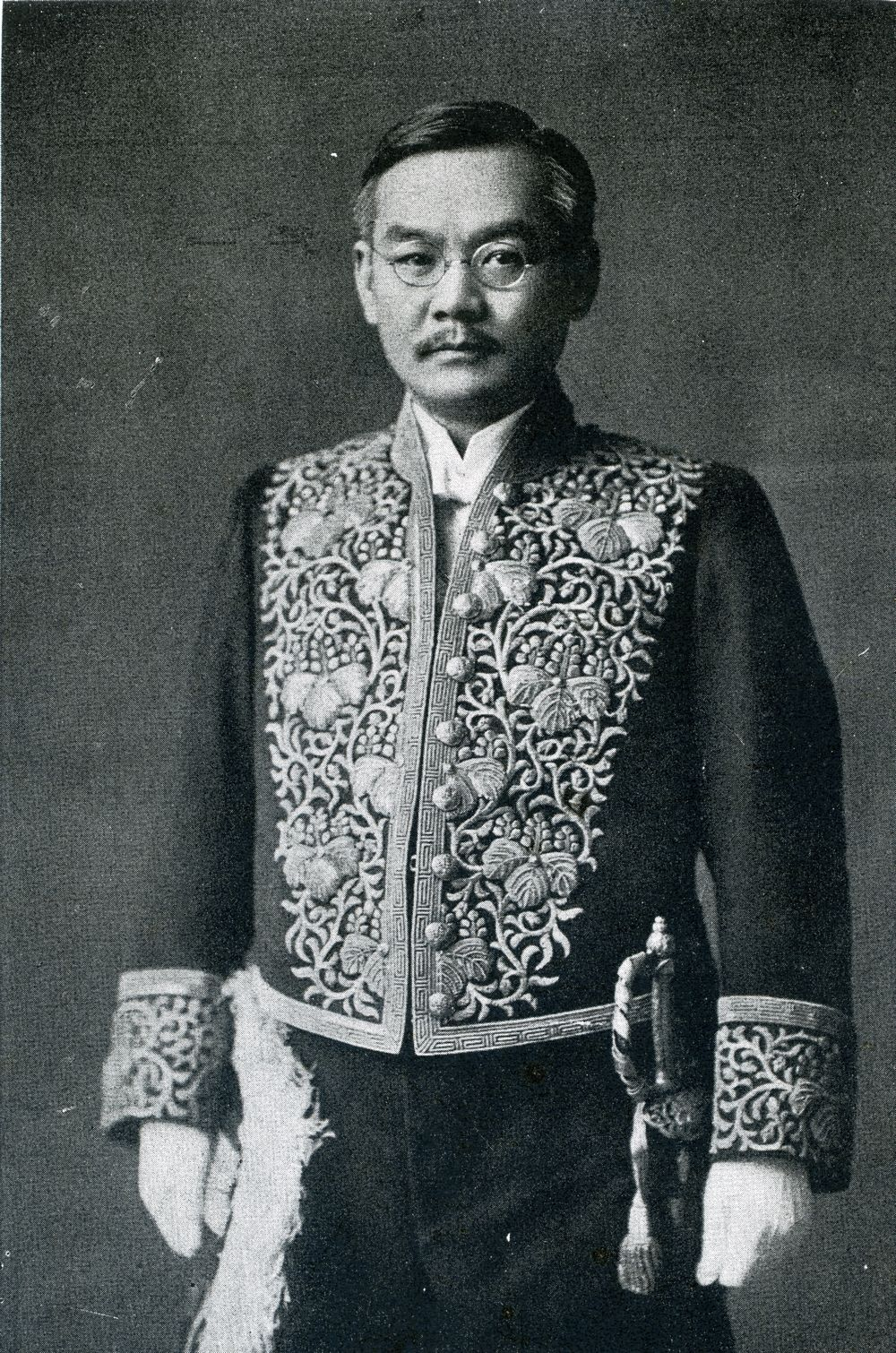
칙임문관대례복을 착용한 미키 부키치(1924년).

1913년 도쿄시 우시고메구의회 의원 선거에 출마해 당선됐다. 2년 뒤 총선에도 출마했지만 낙선했다. 1916년 헌정회에 입당했고 다음 해 총선에 출마해 당선되면서 중의원 의원이 되었다.
미키는 날카롭게 정부를 비판해 야유 장군이란 별명을 얻었다. 1920년 6월 대장상 다카하시 고레키요가 국회에서 해군 예산을 설명하면서 "육해군 모두 어려움을 극복해 장기 계획을 세워 육군은 10년, 해군은 8년…"이라고 말할 때 미키가 갑자기 "다루마는 9년!"이라고 소리쳤다. 이는 중국의 달마대사가 소림사에서 9년 동안 벽을 바라본 채 선좌하여 깨달음을 얻은 고사를 인용한 것으로 야유와 관련된 미키의 유명한 일화다. 한편 보통선거를 주장하며 내무상 도코나미 다케지로와 논쟁을 벌였는데 이를 통해 하마구치 오사치의 눈에 들게 됐다.
1920년 시베리아 개입을 조사하기 위해 제국의회가 조사단을 파견했는데 미키도 여기에 참여해 1개월 정도 시베리아를 시찰했다. 시찰 이후 헌정회 총재 가토 다카아키와 하마구치로부터 높은 평가를 받았다. 1922년 6월 도쿄시의회 의원 선거에 입후보해 당선됐다. 시의원으로서 도쿄시정 정화를 주장하며 시정 혁신 동맹을 결성해 입헌정우회 소속 의원들이 결성한 친교회와 대결했다. 훗날 동지가 되는 하토야마 이치로가 당시 친교회 멤버였다. 1924년 1월 39살의 나이로 헌정회 간사장에 발탁됐으며 같은 해 총선에서 헌정회를 원내1당으로 만들었다. 6월 헌정회, 정우회, 혁신구락부 등 호헌3파가 힘을 모아 가토 다카아키 내각을 구성했다.
대장상이 된 하마구치는 미키를 대장참여관으로 임명했다. 1927년에는 하마구치를 대표로 해 입헌민정당이 창당되자 참여했으며 이후 유럽 시찰에 나섰다. 1928년 게이세이 전차 의혹 사건에 연좌돼 1931년 1심에서 징역 4월을 언도받았다. 1심 판결에 대해 미키는 "합법적이지 못한 판결에 불만이다. 무죄를 확신하므로 무죄가 나올 때까지 싸우겠다"라며 항소했고 2심에서 징역 3월로 감형받았다. 미키는 상고했지만 대심원은 1934년 상고를 기각해 징역 3월이 확정되었고 미키는 정계를 떠나야 했다. 이때 정5위를 실위했으며 훈4등·제1회 국제조사 기념장·대례기념장을 박탈당했다.
1939년 호치 신문사의 사장에 취임했다.

### 정계 복귀와 공직 추방
1942년 총선에 비추천 후보로 출마하여 당선돼 정계에 복귀했다. 이 선거에서 하토야마도 비추천으로 당선됐는데 미키는 민정당, 하토야마는 정우회 출신으로 원랜 정적이었다. 하지만 전시라는 특수한 상황 속에서 두 사람은 군부에 저항하는 자유주의 정당인으로 행동을 함께하며 '하토야마가 총리대신, 미키가 중의원 의장'이 되자며 의기투합했다.
일본의 항복으로 전쟁이 끝나자 미키는 일본자유당 창당에 참여했다. 1946년 4월 총선에서 자유당이 원내1당이 되자 하토야마는 조각을 시도했지만 연합군 최고사령부가 하토야마를 공직 추방하면서 조각은 물거품이 됐다. 하토야마 대신 요시다 시게루가 자유당 총재가 되어 제1차 요시다 내각을 구성했다.
외교관 출신인 요시다는 전전에 군부에 저항하지 못하던 정당에 혐오감을 가지고 있었다. 그래서 주요 인사를 간사장 고노 이치로와 총무회장 미키 등 주요 당직자와 상담하지 않은 채 독자적으로 처리했다. 격앙된 당 집행부는 요시다를 제명해야 한다고까지 주장했지만 미키는 이대로 요시다를 제명하면 일본사회당이 어부지리로 정권을 차지할 거라며 당내 분란을 막아세웠다.
1946년 5월 미키도 하토야마에 이어 공직 추방을 당했다. 다시 한 번 정계를 떠난 미키는 다카마쓰시에 돌아갔는데 시내에 있던 저택이 전쟁통에 소실된 것을 알았다. 미리 고향에 내려가 있던 가족들이 있는 호텔에 가서 호텔을 통째로 구매했다. 이후 공직 추방이 해제될 때까지 이곳에서 살았다.

### 요시다 내각의 붕괴와 하토야마 내각의 탄생

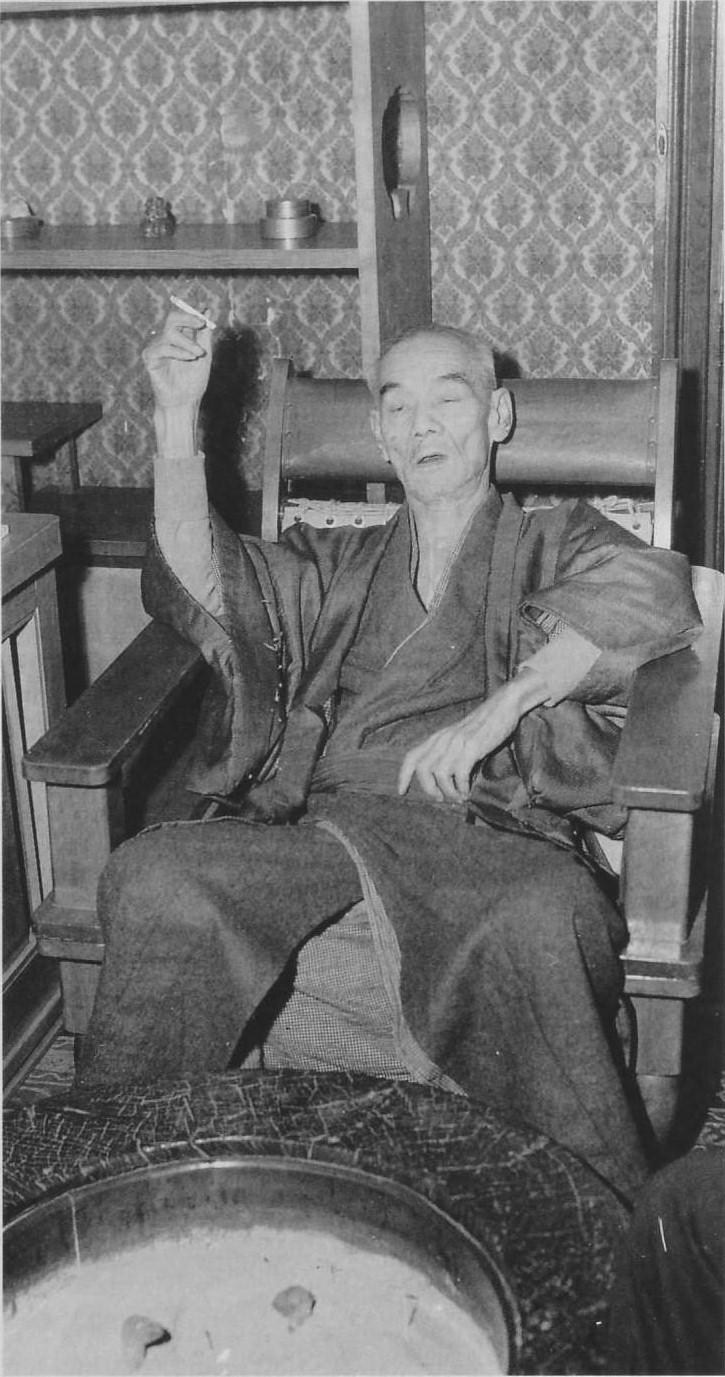
히로카와의 징벌 처분 문제에 관해 자택에서 기자단과 간담하는 미키.

1951년 6월 5년 만에 공직 추방에서 해제됐다. 미키는 하토야마, 고노 등과 함께 자유당에 복당했지만 요시다 타도를 내세우며 요시다와 각을 세웠다. 군부에 협력한 정치인들이 대거 공직 추방을 당하자 요시다는 신인 정치인을 발굴하기 위해 관료들을 대거 정치에 영입했었다. 이를 세간에서 요시다 학교라 불렀는데 자유당이 이미 요시다 학교 출신에 의해 장악당해 있자 미키는 하토야마, 고노 등과 함께 신당 창당을 모색하게 됐다.
하지만 하토야마가 뇌출혈로 갑작스럽게 쓰러지자 신당 창당은 동력을 잃었고 미키는 자유당에 남아 반요시다 투쟁을 하기로 노선을 바꿨다. 미키는 누구보다 앞장서서 요시다를 흔들었고 요시다는 마쓰노 쓰루헤이의 조언을 따라 불시 해산을 단행해 미키 등을 동요시켰다. 또한 히로카와 고젠의 권유를 받아들여 이시바시 단잔과 고노를 반당적 언동을 일삼는다는 이유로 제명했다. 미키는 제1차 요시다 내각이 성립할 때 도움을 준 적이 있기에 제명은 면했다.
총선 후에도 자유당은 원내1당을 유지했고 이에 따라 제4차 요시다 내각이 출범했다. 하토야마파는 당내 야당을 자처하며 민주화 동맹을 결성했다. 통산상 이케다 하야토가 "중소 기업 한두 개가 도산하거나 자살을 해도 어쩔 수 없다"라는 실언을 하자 야당은 이케다에 대한 불신임 결의안을 제출했다. 민주화 동맹이 본회의에 결석하면서 불신임안이 가결되어 이케다는 통산상에서 물러났다.
1953년 이시바시와 고노의 제명이 취소되면서 자유당에 복귀했고 이와 함께 요시다의 측근이던 간사장 하야시 조지와 총무회장 마스타니 슈지가 퇴임하고 미키가 신임 총무회장이 되었다. 미키는 요시다 내각을 다시 한 번 흔들기 위해 꾀를 냈다. 요시다가 자신의 후계자로 오가타 다케토라를 염두에 두고 있다고 소문을 낸 것인데 이에 히로카와가 반발하면서 요시다와 멀어지게 되었다. 여기서 한 발 더 나아가 간사장 히로카와-총무회장 미키 인사안을 요시다 진영에 제시했다. 히로카와가 요시다와 소원해졌기에 이를 받아들이면 민주화 동맹이 당에 대한 영향력을 높일 수 있고 반대로 받아들이지 않으면 요시다와 히로카와의 관계는 완전히 끝장나는 상황이었다. 요시다는 결국 이 인사안을 받아들이지 않았고 히로카와는 요시다를 완전히 떠났다.
2월 28일 요시다가 국회에서 사회당 우파 의원 니시무라 에이이치의 질문에 답하다가 바보 자식이라고 발언하는 일이 있었다. 니시무라가 사과를 요구했고 요시다가 사과를 하자 니시무라도 더 이상 추궁치 않겠다고 했지만 사회당은 이 기회를 놓치지 않고 내각을 공격했다. 미키는 사회당 우파의 아사누마 이네지로와 비밀리에 만나 내각 불신임 결의안 제출을 고려하던 아사누마에게 총리대신 징벌동의안을 제출하도록 설득했다. 사회당 우파가 징벌동의안을 제출하자 오아사 다다오, 마쓰무라 겐조, 미키 다케오 등과 미리 교섭하고 히로카와파 30명이 본회의에 결석하도록 해 징벌동의안을 통과시키는 데 성공했다.
또한 망설이는 야당을 설득해 내각 불신임 결의안도 제출하게 했다. 미키는 이를 바탕으로 요시다에게 퇴진을 요구했다. 하지만 요시다는 미키의 요구를 거부했고 민주화 동맹 22명은 자유당을 탈당해 버렸다. 3월 14일 찬성 229표, 반대 218표로 불신임 결의안이 가결됐다. 이후 히로카와파 16명도 자유당을 이탈했으며 자유당 탈당파들은 힘을 모아 일본자유당을 결성했다.
요시다는 과반을 유지하지 못하게 되자 결국 다시 한 번 중의원을 해산했다(바카야로 해산). 요시다의 자유당은 선거 전보다 6석 줄은 199석을 얻었고 탈당파들이 중심이 된 일본자유당도 선거 전보다 6석이 줄어든 35석에 그쳤다. 이에 요시다와 하토야마가 회담하여 하토야마파가 요시다의 자유당에 복당하기로 했다. 다만 미키, 고노, 마쓰다 다케치요, 마쓰나가 도, 나카무라 우메키치, 야마무라 신지로, 이케다 마사노스케, 안도 가쿠 등 8명은 일본자유당에 잔류했다. 이들을 세간에선 영화 《7인의 사무라이》에 빗대 8인의 사무라이라 불렀다.
1954년 1월 자유당 간사장 사토 에이사쿠와 정조회장 이케다가 연루된 조선 의옥 사건이 불거졌다. 이 무렵 자유당, 개진당, 일본자유당 사이에서 통일된 하나의 보수 정당을 만들자는 얘기가 있었지만 결렬됐다. 미키는 이 기회를 놓치지 않고 개진당의 오아사·미키 다케오, 자유당의 하토야마·기시 노부스케와 만나 반요시다 신당 결성을 추진했다. 11월 일본민주당이 창당되어 하토야마가 총재, 기시가 간사장, 미키가 총무회장이 되었다.
다시 한 번 과반을 상실한 요시다는 결국 12월 내각총사직을 선택했다. 이후 제1차 하토야마 이치로 내각이 성립했고 총선이 시행됐다. 민주당은 원내1당의 지위는 차지했지만 과반을 점하진 못했다. 민주당 이외의 정당들은 힘을 합쳐 여당이 의장을 배출하는 관례를 무시하고 자유당의 마스타니를 중의원 의장으로 선출했다. 전시에 '하토야마가 총리대신, 미키가 중의원 의장'이 되자며 서로 의기투합했지만 결국 하토야마만 꿈을 이루고 미키는 꿈을 이루지 못했다.

### 보수합동과 미키의 사망

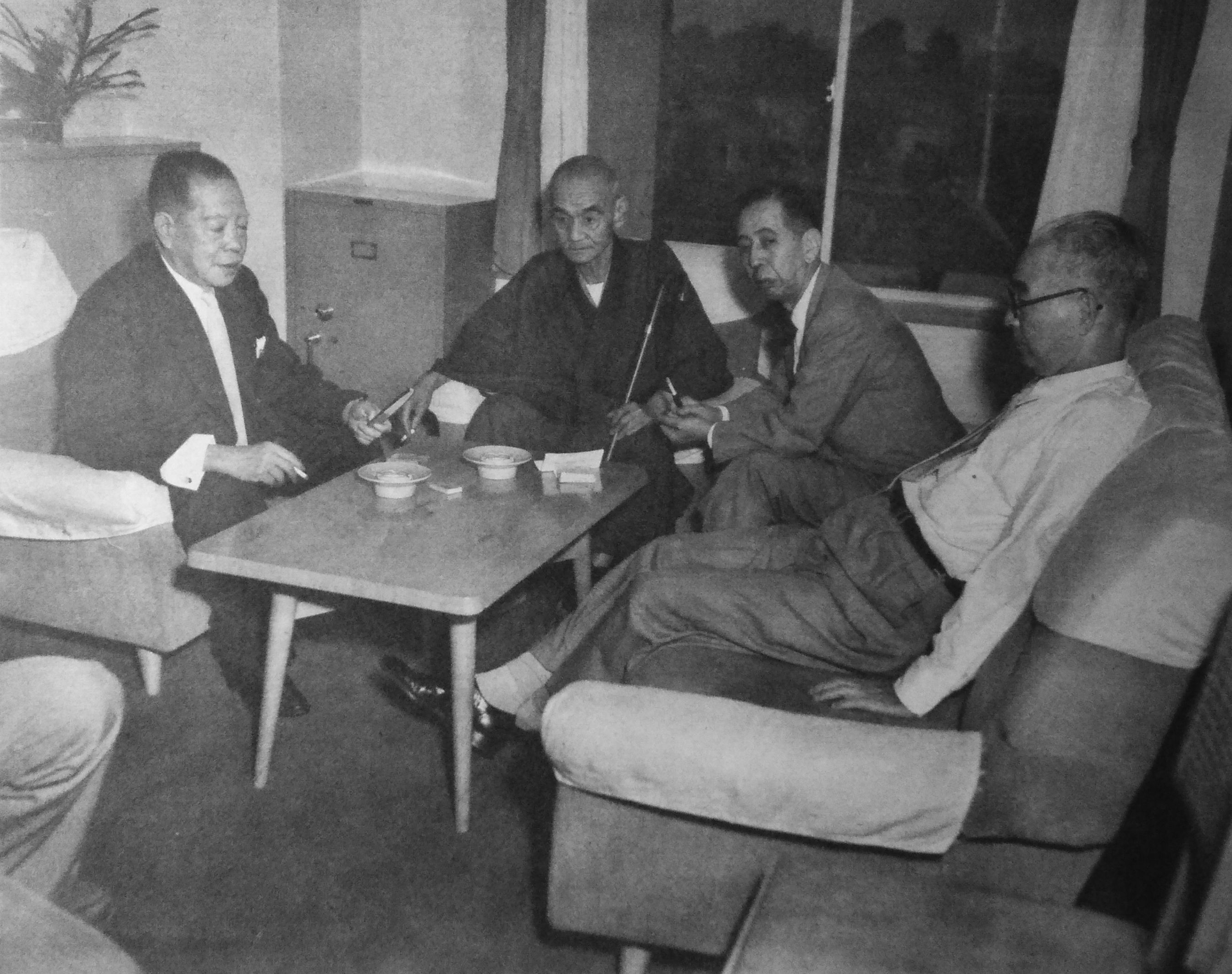
보수합동을 위한 회합에 참여한 민주당과 자유당의 간부들. 왼쪽부터 오노 반보쿠, 미키 부키치, 기시 노부스케, 이시이 미쓰지로.

1955년 4월 13일 미키는 보수 정당의 결집을 추진하며 혹여 하토야마 내각이 장애물이 된다면 내각이 총사직해도 좋다고 발언했다. 당시 좌우파로 분열되어 있던 사회당이 통합의 분위기가 무르익자 이에 위기감을 느꼈기 때문이었다. 한편 암 진단을 받아 여명이 3년 정도밖에 남지 않았다는 시한부 선거도 받았기에 마음이 조급했다. 미키는 당내 합의를 이끌어냄과 동시에 자유당에 공작을 개시했다.
5월 15일 자유당 총무회장 오노 반보쿠와 회담했다. 오노는 전전부터 하토야마의 측근이었지만 본래 정적이던 미키가 하토야마와 가까워지면서 오노는 설 자리를 잃은 상황이었다. 따라서 오노는 미키를 싫어했지만 미키는 교묘하게 오노를 설득했고 결국 보수합동에 찬성하도록 만들었다.
이후 기시, 미키, 이시이 미쓰지로, 오노 등 네 명이 모여 민주당과 자유당의 통합을 위한 회담을 했다. 민주당 내에서 미키 다케오와 마쓰무라 등이 반대하는 등 난항을 거듭했지만 하토야마가 직접 내각총사직을 언급하면서 분위기는 급물살을 탔다.
문제는 누가 초대 총재가 되는가 하는 점이었다. 민주당과 자유당은 평행선을 달렸고 결국 총재를 공석으로 둔 채 총재대행위원을 두고 합당 후에 선거로 총재를 선출하기로 합의했다. 그렇게 일본 최초의 보수합동이 성사되어 자유민주당이 만들어졌다. 미키, 하토얌, 오가타, 오노가 총재대행위원이 되었으며 5개월 뒤 진행된 총재 선거에서 하토야마가 총재로 당선됐다. 미키는 "(총리대신인) 하토야마 다음은 오가타, 기시, 이케다, 여기까진 예상이 간다"라고 평했다. 다만 자민당이 워낙 복잡한 관계 속에서 탄생했기에 10년 버티면 오래 간 것일 거라는 얘기도 많았다.

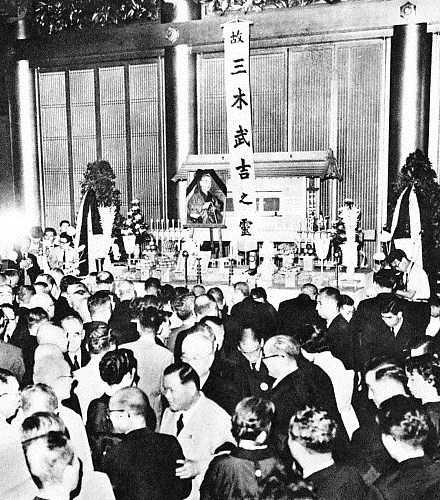
미키의 장례식.

1956년 4월 병세가 악화됐고 7월 도쿄도 메구로구의 자택에서 사망했다. 향년 71세로 사인은 위암이었다. 사후에 훈1등 욱일대수장과 정3위가 추서됐다.

## 역대 선거 기록
|  | 0% |

|  | 0% |

|  | 0% |

|  | 0% |

|  | 0% |

|  | 0% |

|  | 0% |

|  | 0% |

|  | 0% |

|  | 28.2% |

|  | 25.6% |

|  | 20.5% |

## 같이 보기
- 자유민주당 (일본)

## 참고 문헌
- 御手洗達雄『三木武吉傳』四季社、1958年。
- 杉森久英 (1970년 6월). 《小説三木武吉》 (일본어). 集英社.
- 戸川猪佐武 (1971년 9월). 《小説吉田学校》 (일본어). 流動.
  - 戸川猪佐武 (2001년 3월). 《小説吉田学校》 (일본어) 全7巻. 学陽書房.
- 戸川猪佐武 (1983년 1월). 《小説三木武吉》 (일본어). 角川書店. ISBN 9784048723510.
  - 戸川猪佐武 (1983년 6월). 《小説三木武吉》. 角川文庫 (일본어). 角川書店. ISBN 9784041481196.
- さいとう・たかを (1991년 11월). 《劇画 小説吉田学校》 (일본어) 全20巻. 読売新聞社.
- 水木楊 (2005년 7월). 《誠心誠意、嘘をつく 自民党を生んだ男・三木武吉の生涯》 (일본어). 日本経済新聞社. ISBN 9784532165246.